# Lacrimă
Lacrima este o secreție lichidă a glandelor lacrimale, care se găsesc în colțul extern al ochiului și își evacuează secrețiile prin două canale. Unul se deschide în interiorul ochiului, iar celălalt în fosele nazale. Lacrimile au rolul de a curăța, umezi și dezinfecta globul ocular. În ele (ca și în salivă) se găsește o substanță numită lizozim, care omoară agenții patogeni.